# Lubao (Philippines)
Pour les articles homonymes, voir Lubao.
Lubao est une municipalité de la province de Pampanga, aux Philippines.

## Galerie

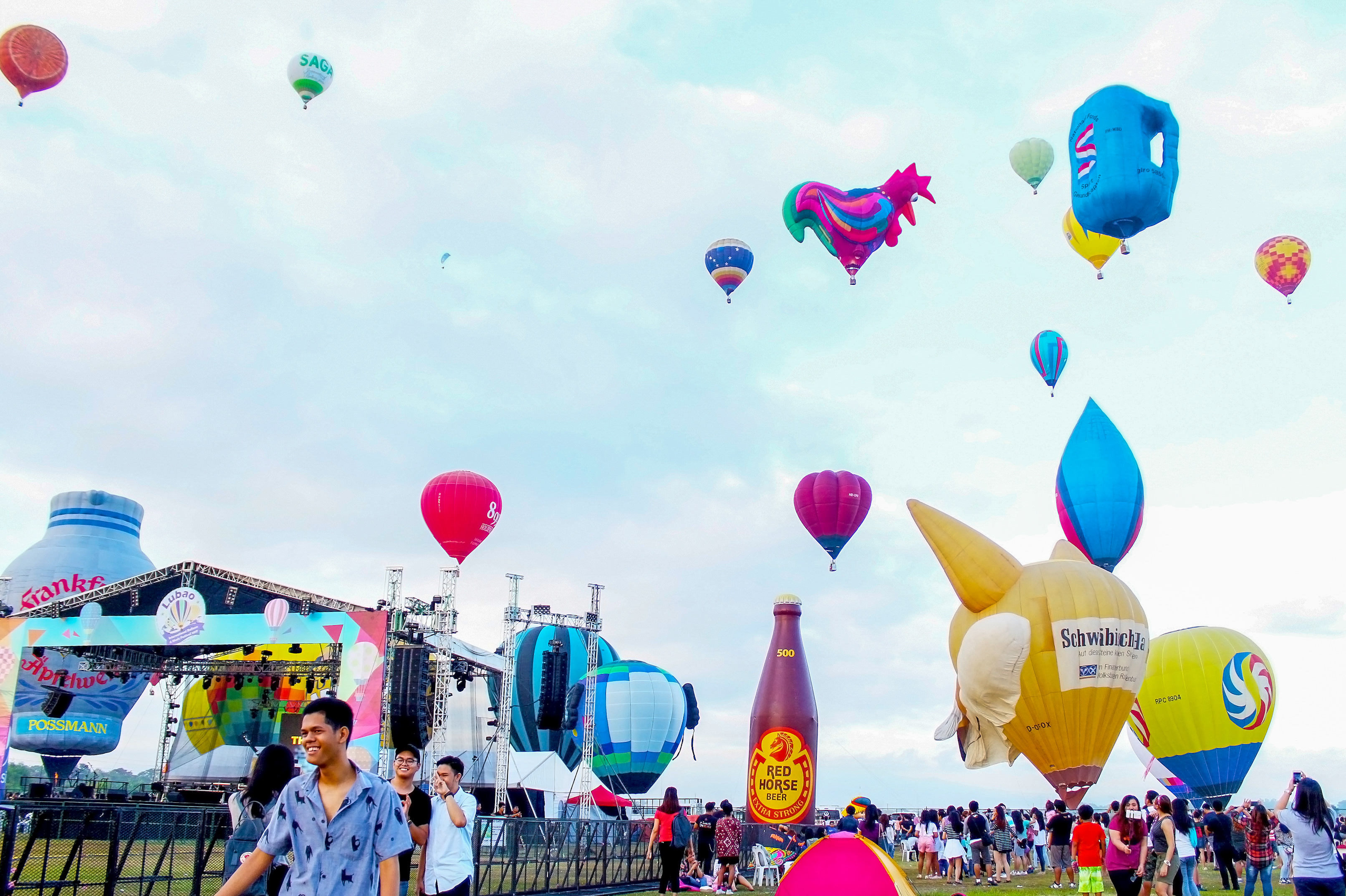
Festival de montgolfières de Lubao (avril 2017)
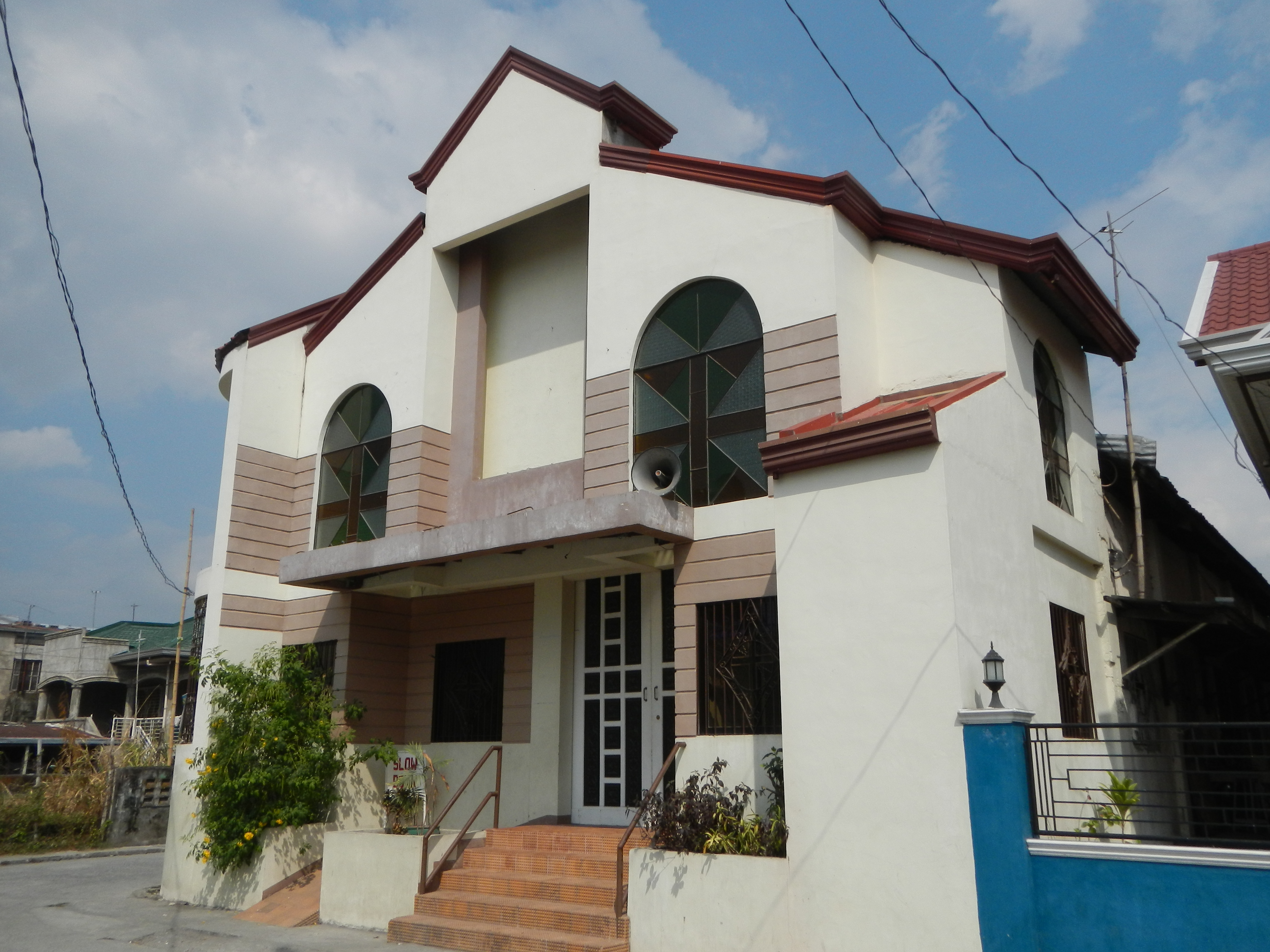
Église Santa Barbara Catalina de Lubao (2015)
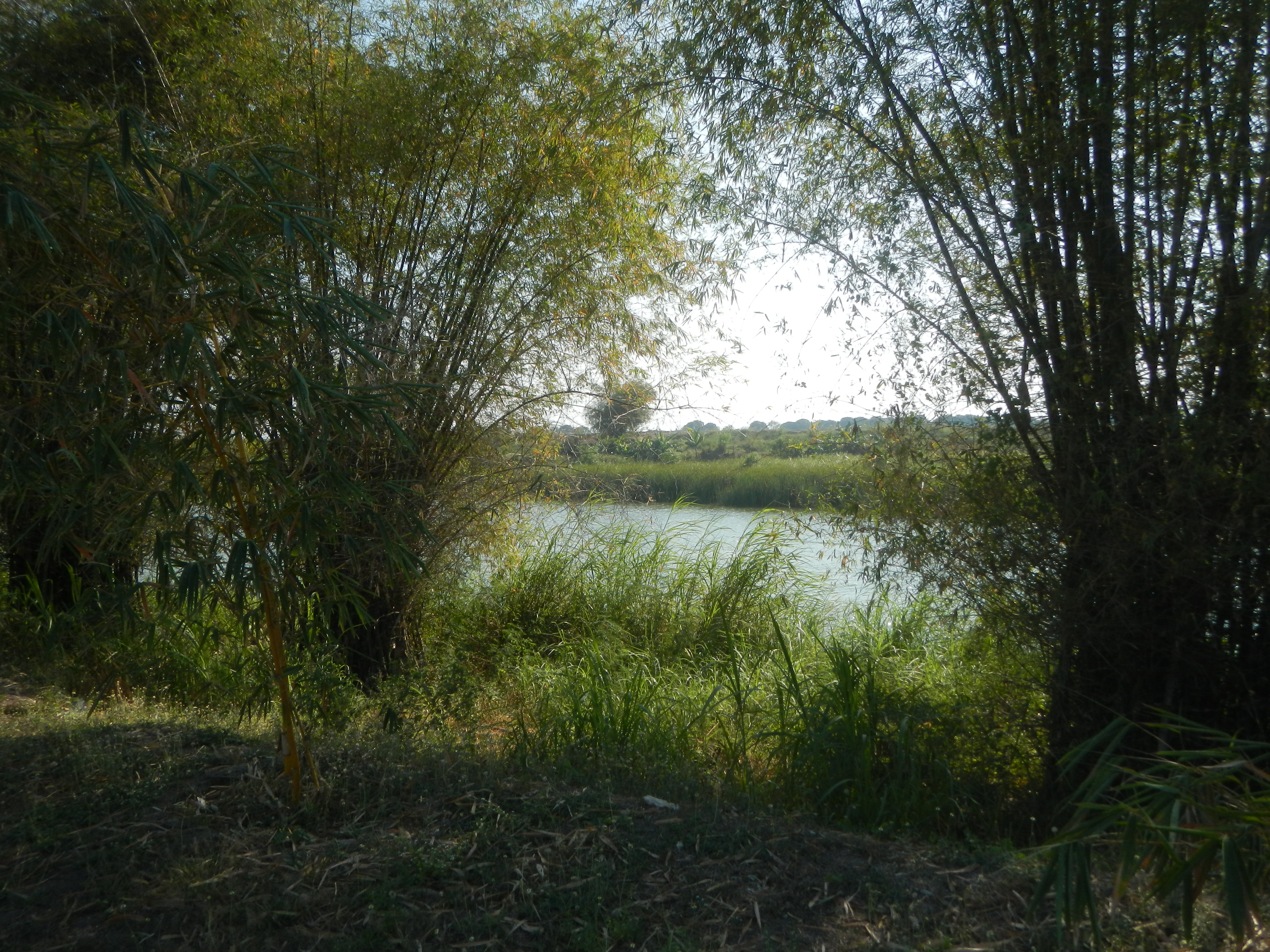
Vue du « Lubao Bamboo Hub & Eco-Park »
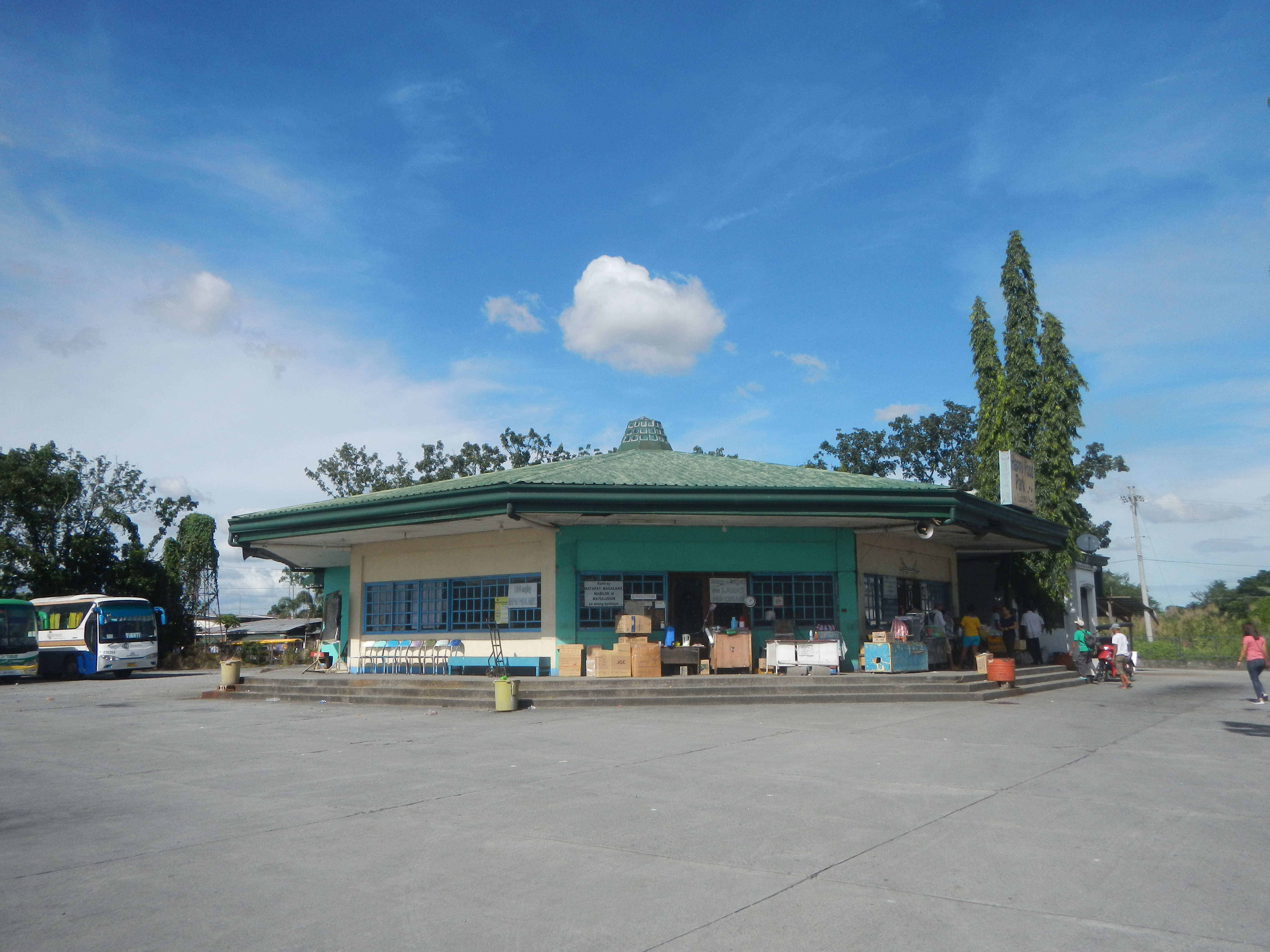
Gare routière « Genesis Transport » de Lubao (2017)
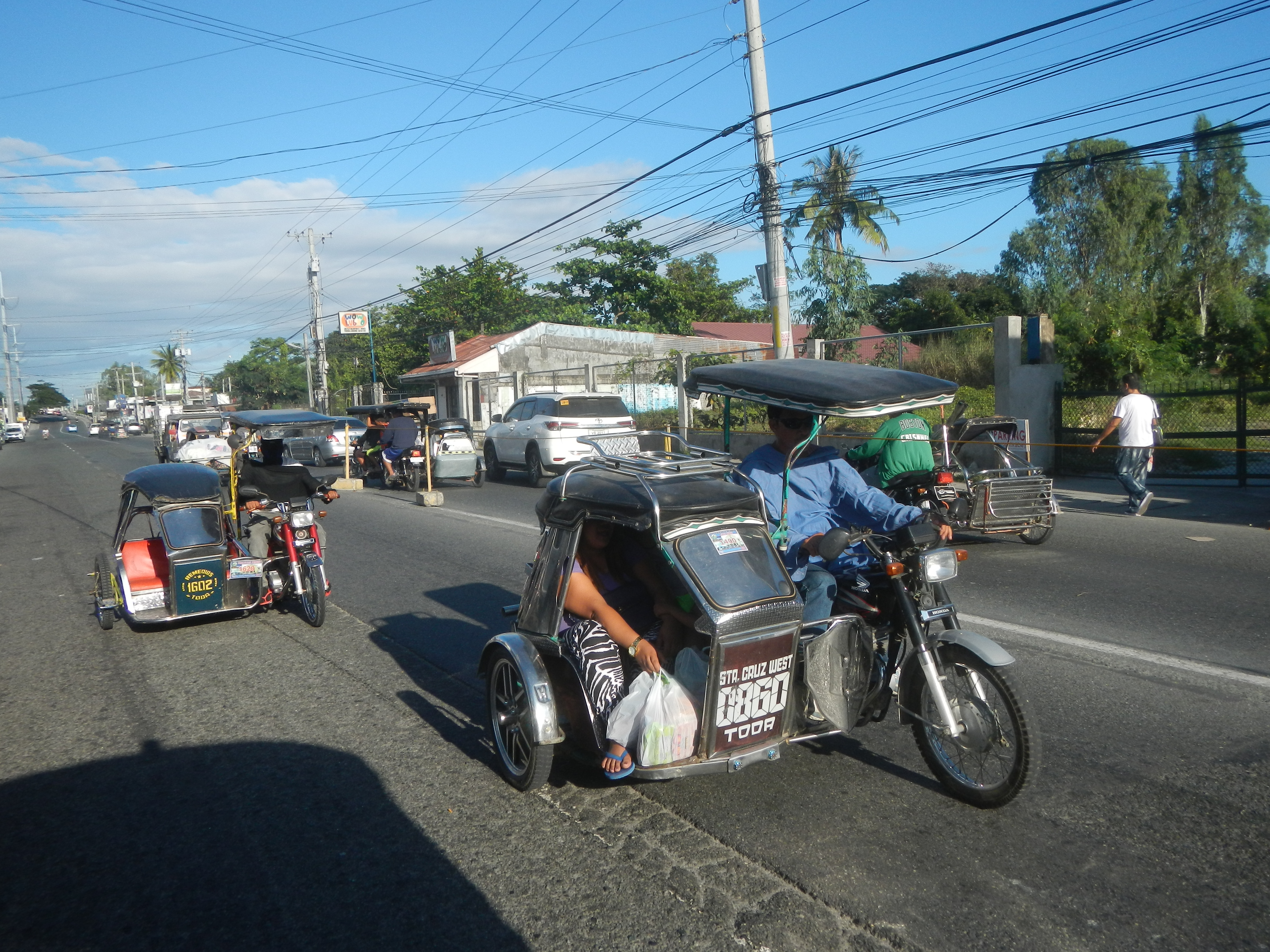
À Lubao, comme dans d'autres régions des Philippines, les taxi side-cars sont un moyen populaire de se déplacer (2017)